# Stomphia vinosa
Stomphia vinosa är en havsanemonart som först beskrevs av McMurrich 1893.  Stomphia vinosa ingår i släktet Stomphia och familjen Actinostolidae. Inga underarter finns listade i Catalogue of Life.